# Ирсеть (верхний приток Рудни)
Ирсеть (мокш. Ирцедь ляй) — река в России, протекает по Старошайговскому району Мордовии. Устье реки находится в 50 км по левому берегу реки Рудни. Длина реки составляет 22 км, площадь водосборного бассейна — 125 км².
Исток реки северо-западнее села Кулдым и в 15 км к северо-востоку от райцентра, села Старое Шайгово. Река течёт на северо-восток в среднем течении протекает село Мельцаны. Чуть выше села на реке плотина и небольшое водохранилище. Впадает в Рудню напротив села Говорово.

## Название реки
В основе гидронима слово ир финно-угорского происхождения (ср. (коми ир, ийр) — (рус. «омут, глубина»), вторая часть сеть, возможно, тюрко-монгольской эпохи - сэдэ, сэдэс «рукав реки».

## Данные водного реестра
По данным государственного водного реестра России относится к Верхневолжскому бассейновому округу, водохозяйственный участок реки — Алатырь от истока и до устья, речной подбассейн реки — Сура. Речной бассейн реки — (Верхняя) Волга до Куйбышевского водохранилища (без бассейна Оки).
Код водного объекта в государственном водном реестре — 08010500212110000038062.